# 小行星4435
小行星4435（4435 Holt）是一颗围绕太阳公转的小行星。1983年1月13日，卡罗琳·舒梅克在帕洛马山发现了此天体。
該小行星以美國天文學家亨利·E·霍爾特命名。
这颗小行星的绝对星等为110.1435219741362等。